# Kwilinianka
Kwilinianka (Filanka, Kwilinka) – struga, prawy dopływ Białej Nidy o długości 15,59 km.
Wypływa na polach we wsi Chlewice. Zasila w wodę stawy hodowlane w Kwilinie, Kossowie i Chyczy. Uchodzi do Białej Nidy na terenie gminy Oksa, na odcinku między Oksą a Popowicami.
Uregulowana przez 10 kilometrów, na terenach leśnych zachowała częściowo naturalny charakter.